# Plattenkalk

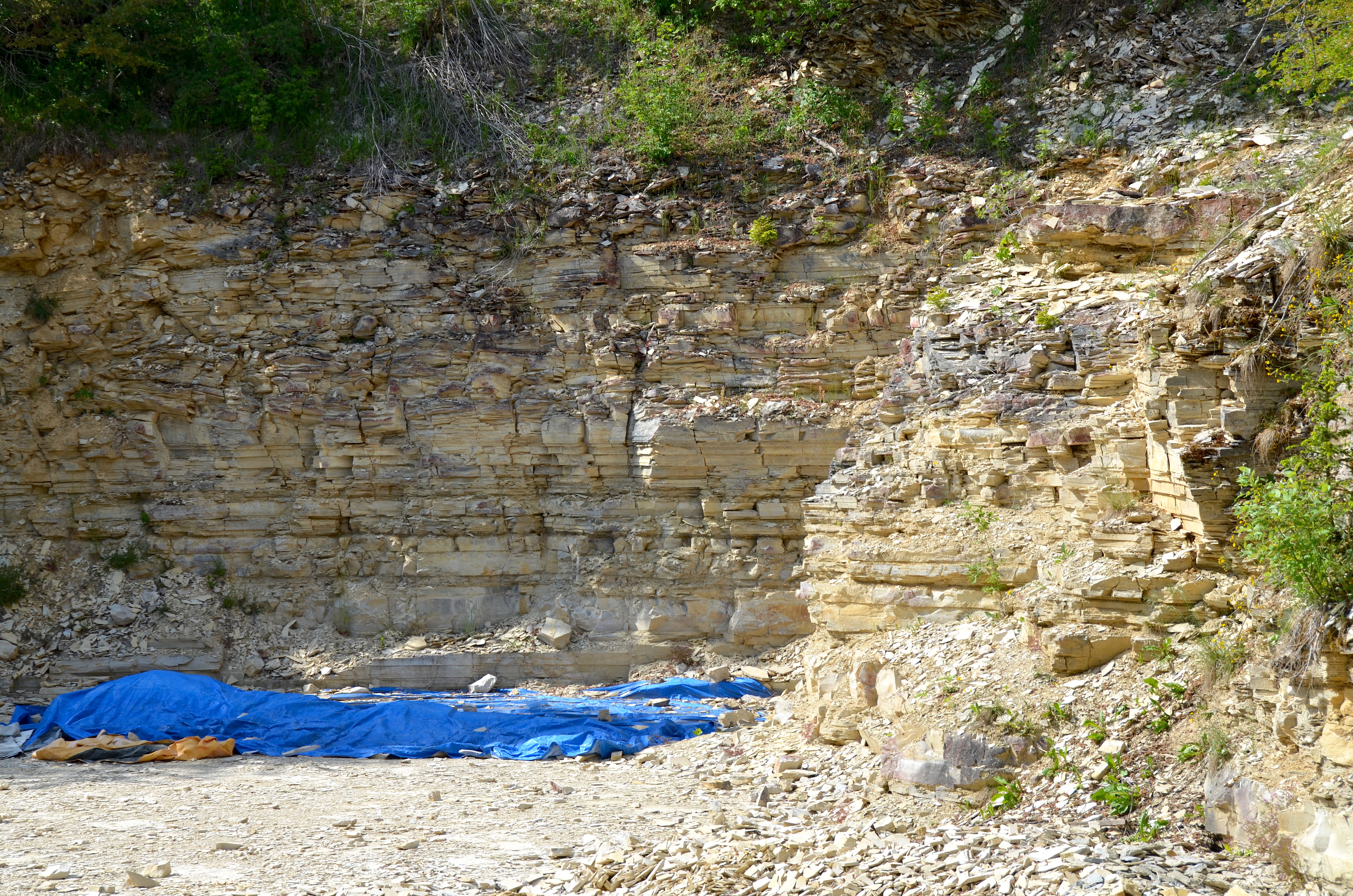
Steinbruch im Nusplinger Plattenkalk

Als Plattenkalk oder Plattendolomit werden informell feinkörnige (mikritische) karbonatische Sedimentgesteine bezeichnet, die plattig, d. h. im Zentimeterbereich geschichtet sind. Es handelt sich nicht um einen petrographischen Nomenklaturbegriff.
Die plattige Absonderung kommt durch dünne karbonatische Schichtbänke zum Ausdruck, die durch Häutchen von tonigen oder mergeligen Lagen voneinander abgesetzt sind. Daher bilden sie ihrem faziellen Habitus nach das Gegenteil vom Massenkalk.
Die Bezeichnung tritt in Natursteinnamen wie Nusplinger Plattenkalk (Kimmeridgium, Schwäbische Alb), Wattendorfer Plattenkalk (Kimmeridgium, nördliche Fränkische Alb) oder Solnhofener Plattenkalk (Tithonium, südliche Fränkische Alb) auf.
Ebenfalls als Plattenkalk wird in triassischen Kalksteinen der Nördlichen Kalkalpen die norische Übergangsfazies des Hauptdolomits (Tidalfazies, Karnium) in den gebankten Dachsteinkalk (Lagunenfazies, Norium–Rhaetium) genannt. Für diese dünnplattige und graue bis schwarze Kalksteinfazies hat Carl Wilhelm von Gümbel den Begriff Plattenkalk geprägt.

## Beispiele

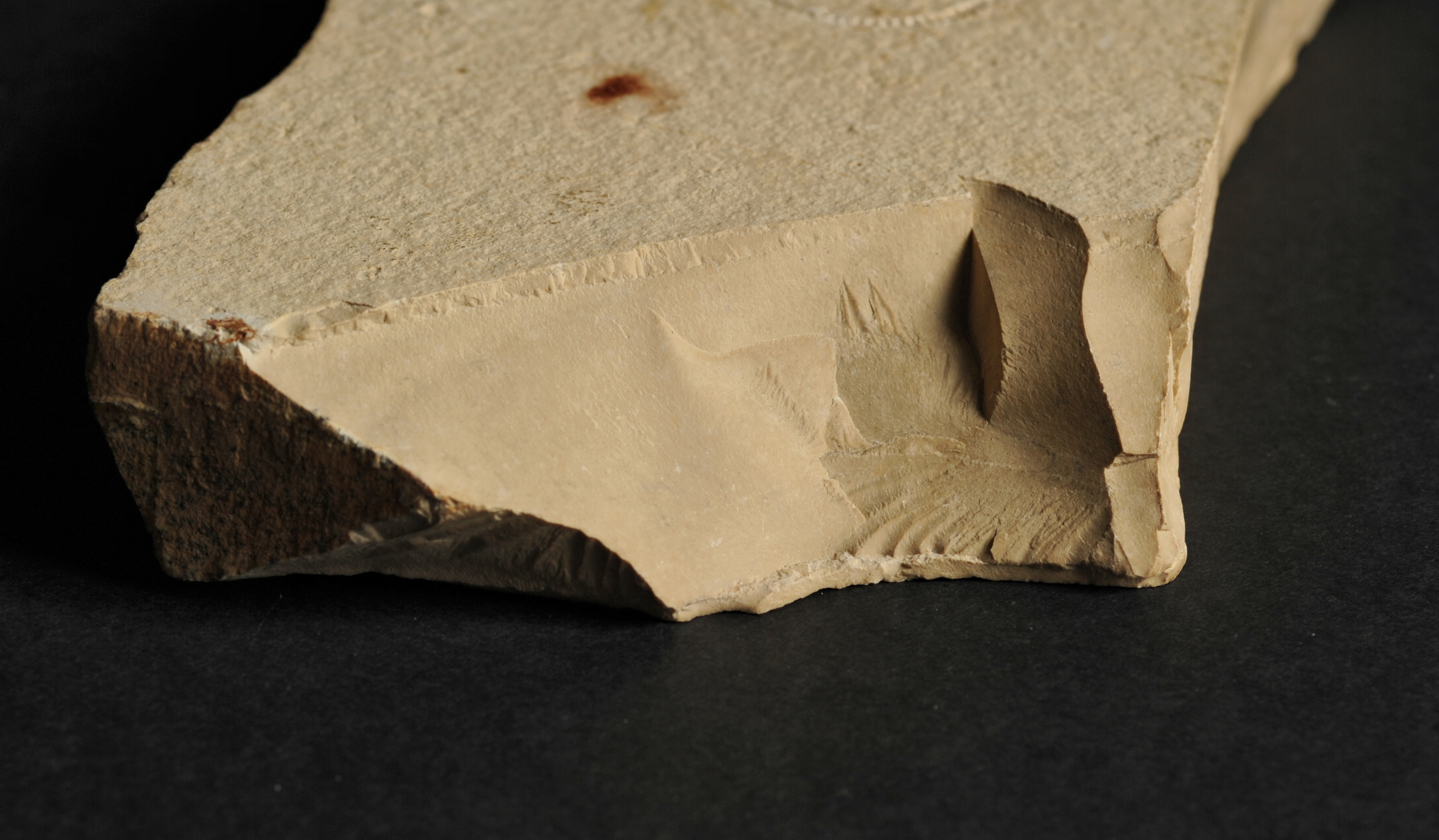
Muscheliger Bruch an einem Stück des Solnhofener Plattenkalks

Paradebeispiel für deutsche Plattenkalkvorkommen sind die Plattenkalke von Solnhofen und Eichstätt auf der Altmühlalb, die für ihre Fossilfunde aus der Jurazeit bekannt sind (z. B. Pterodactylus). Das sind kryptokristalline Gesteine mit muscheligem Bruch.
Unter der Bezeichnung Plattenkalke sind in Württemberg bei Allmendingen, Blaubeuren und Heidenheim seit langer Zeit Kalksteine gebrochen worden, die überwiegend zur Herstellung von hydraulischem Kalk Verwendung fanden. In Oberbayern sind bei Eschenlohe und Fischbach gute Werk- und Bausteine aus anstehenden Plattenkalken der Trias gewonnen worden.
Plattendolomite des oberen Perms (früher Zechstein) wurden umfangreich in Ostthüringen und Westsachsen gewonnen. Diese Gesteine fanden als Düngekalk, Schotter oder durch Brennen für Mörtelzwecke umfangreiche Verwendung. Historischen Abbaustellen liegen bei Köstritz, Lausnitz, Lehndorf, Leumnitz, Neustadt an der Orla, Pforten, Rudelswalde und Wünschendorf. Weitere Vorkommen sind aus der Umgebung von Themar und Hildburghausen bekannt.
In Israel wurden rötliche bis graue kreidezeitliche Plattenkalke (oberes Cenomanium) mit der Steinmetzbezeichnung „Derjasini“ oder „Deir Yasini“ in Steinbrüchen westlich von Jerusalem in Bänken zwischen den roten Kalksteinen, die als Mizzi bezeichnet werden, gebrochen. Dieser „Derjasini“ ist ganz eben spaltend und wurde deswegen häufig zu Bodenplatten, Türstürzen und Gewölbeteilen verwendet. Die Gewinnung aus dessen Steinbrüchen bei den Jerusalemer Stadtteilen Givat Shaul, Katamon und im Kreuztal wurde aufgrund städtebaulicher Vorschriften eingestellt.
Andere Plattenkalke gibt es im Libanon, die für ihren reichen marinen Fossilienbestand aus dem Kreidezeitalter (unteres Cenomanium) bekannt sind.